# Estação Ferroviária de Sernada do Vouga
A Estação Ferroviária de Sernada do Vouga, por vezes designada apenas de Sernada (nome ocasionalmente dado por "Sarnada") é uma gare da Linha do Vouga que funciona como interface com o Ramal de Aveiro, e que serve a localidade de Sernada do Vouga, no Distrito de Aveiro, em Portugal.

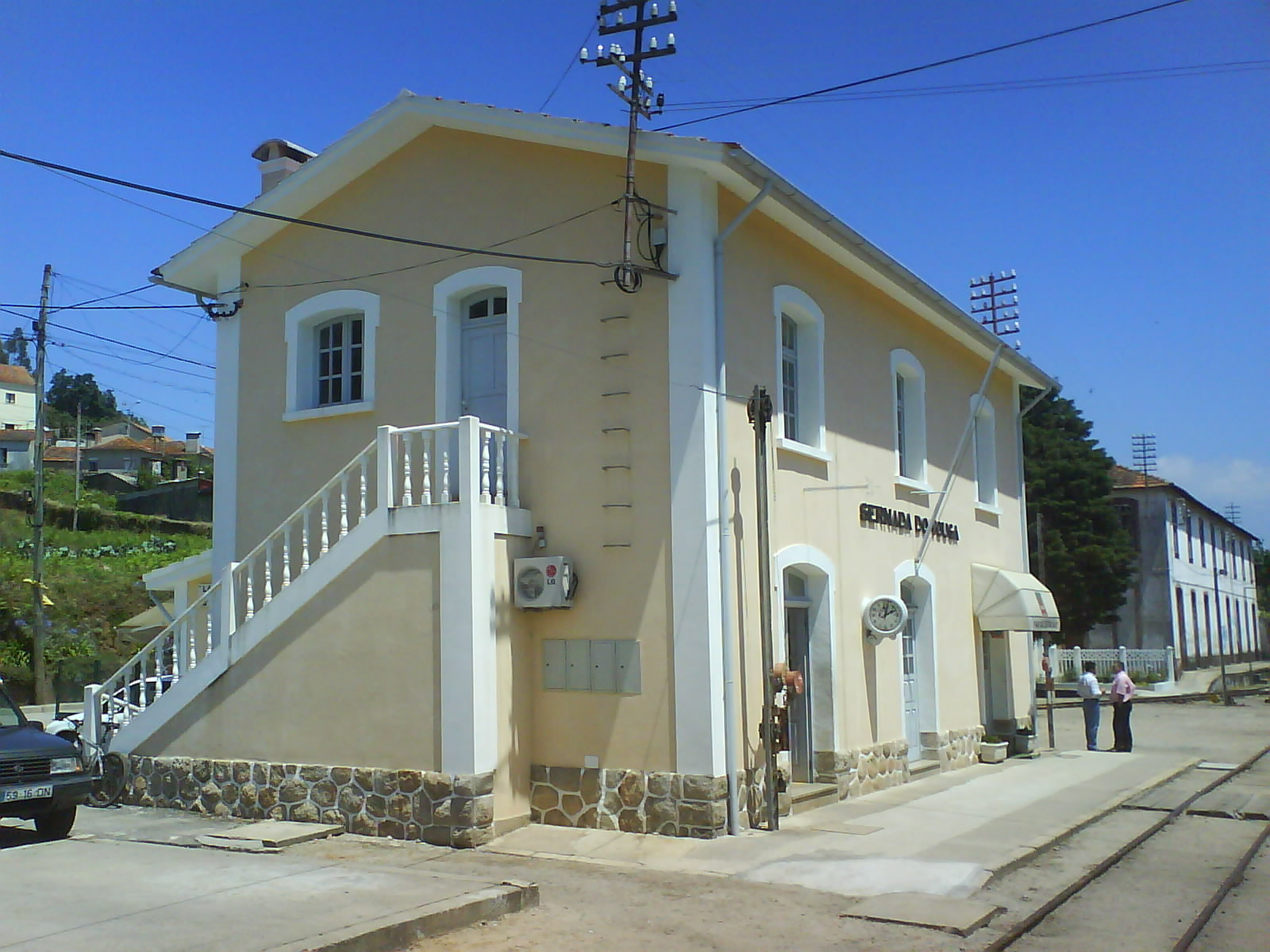
Edifício de passageiros da estação de Sernada do Vouga, em 2007.

O troço da Linha do Vouga de Estação de Albergaria-a-Velha a Sernada do Vouga foi inaugurado em 8 de Setembro de 1911, junto com o Ramal de Aveiro, tendo a Linha do Vouga sido concluída em 5 de Fevereiro de 1914. A circulação dos comboios entre Sernada do Vouga e Viseu foi encerrada em 1990, tendo permanecido em funcionamento os lanços de Aveiro a Sernada e daqui a Espinho; esta última ligação foi por sua vez parcialmente suspensa em 2013, ficando Sernada do Vouga como término do serviço ferroviário que a liga a Aveiro.

## Descrição

### Localização e acessos
Esta interface tem acesso pela Rua Professora Alda Marques Castilho, na localidade de Sernada do Vouga.

### Infraestrutura
O edifício de passageiros situa-se do lado norte da via (lado direito do sentido ascendente, a Aveiro). A superfície dos carris (plano de rolamento) ao PK 61+600 situa-se à altitude de 2310 cm acima do nível médio das águas do mar.
|  |  |  |

|  |  |  |

|  |  |  |

|  |  |  |

|  |  |  |

|  |  |  |

|  |  |  |

|  |  |  |

|  |  |  |

|  |  |  |

 O ponto fulcral da Linha do Vouga é a estação de Sernada, onde a linha oriunda de Aveiro se bifurca — seguindo para Viseu, à direita, e para Espinho, à esquerda. No entanto, desde a fase de planeamento (década de 1890) até 1992, a nomenclatura das linhas contrariava a sua topologia, designado-se o trajeto Espinho-Viseu (incl. infleção em Sernada) como Linha do Vouga, sendo o segmento remanescente (Aveiro-Sernada) identificado como Ramal de Aveiro. Só em 1992 foi esta nomenclatura retificada, passando a designar-se Linha do Vouga o trajeto contínuo Espinho-Aveiro, ficando o restante segmento, Viseu-Sernada (entretanto extinto em 1990), com o nome Ramal de Viseu; no entanto, a igualmente já extinta Linha do Dão (S.C.Dão-Viseu) foi também integrada sob esta nóvel designação.

### Serviços
Em dados de 2022, esta interface é servida por comboios de passageiros da C.P. de tipo regional, com oito circulações diárias em cada sentido, entre Aveiro e Sernada do Vouga. Esta interface é também ponto terminal dos serviços da C.P. de tipo regional, com duas circulações diárias em cada sentido, ligando a Oliveira de Azeméis: tal como nos restantes interfaces deste segmento da Linha do Vouga, encerrado desde 2013, este serviço é prestado por táxis ao serviço da C.P.

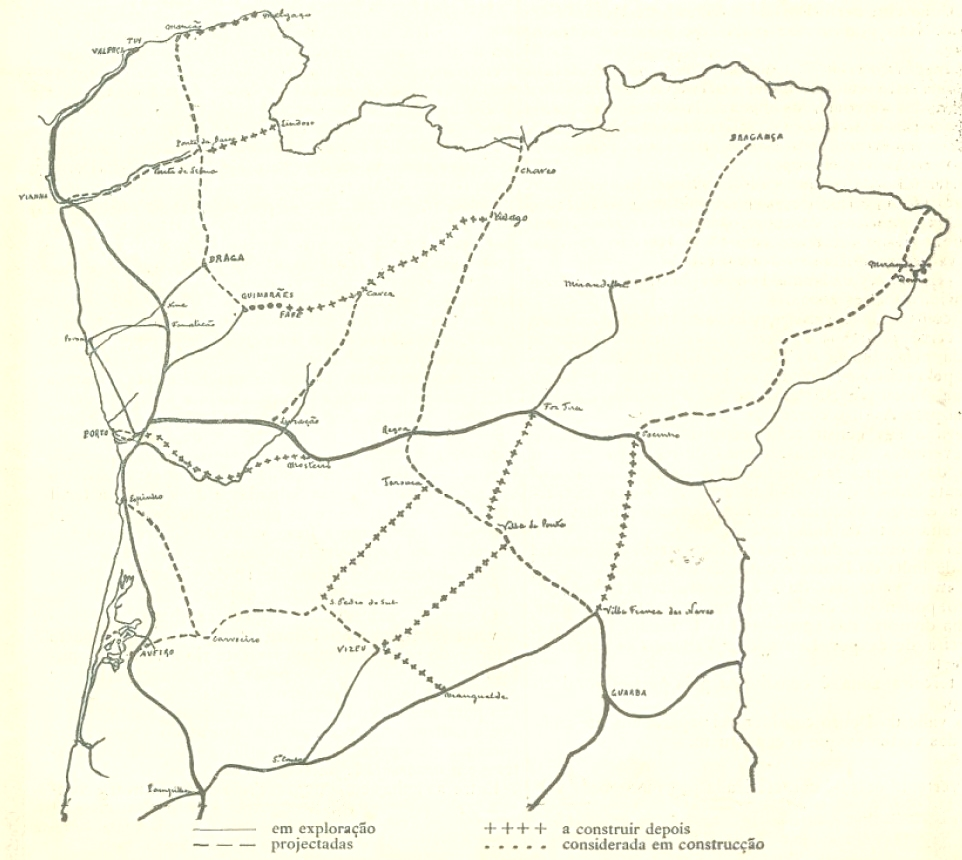
Rede Complementar ao Norte do Mondego, decretada em 15 de Fevereiro de 1900. Estava já planeada a linha de a, mas o ramal para Aveiro devia iniciar-se no Carvoeiro em vez de Sernada.

## História

### Planeamento e inauguração
Em 11 de Julho de 1889, um alvará autorizou Francisco Palha a construir um caminho de ferro entre Espinho, na Linha do Norte, até Torredeita, na linha de Santa Comba Dão a Viseu, com um ramal de Sever do Vouga até Aveiro. Em 1900, o ponto de entroncamento para Aveiro já tinha sido modificado para o Carvoeiro, e em 1903 o Ministro das Obras Públicas, o Conde de Paçô Vieira, aprovou o projecto, com uma segunda alteração no local de entroncamento, que foi fixado em Sernada do Vouga.
Em 8 de Setembro de 1911, foi inaugurado o troço de Albergaria-a-Velha a Aveiro, incluindo desde logo a estação de Sernada do Vouga.

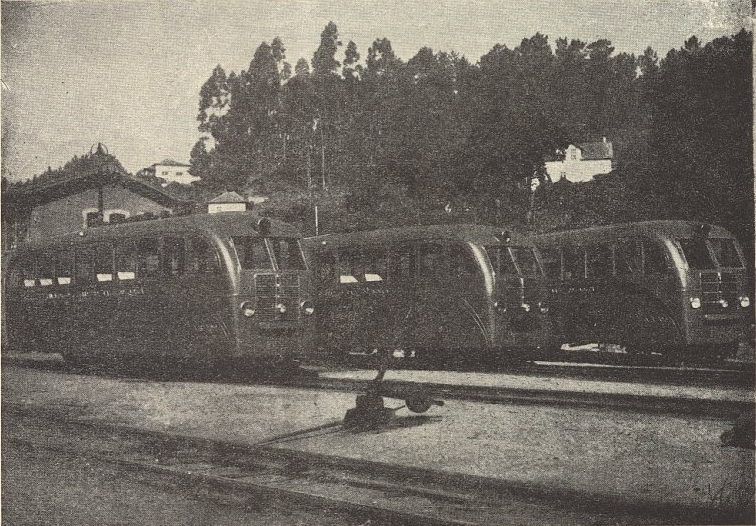
Automotoras em Sernada do Vouga, na década de 1940.

### Continuação da Linha do Vouga
O troço seguinte da Linha do Vouga, de Sernada a Foz do Rio Mau, entrou ao serviço em 5 de Maio de 1913.
Em 5 de Setembro de 1913, entrou ao serviço o troço entre Bodiosa e Viseu; a Linha do Vouga só foi, no entanto, concluída com a abertura do troço entre Vouzela e Bodiosa, em 5 de Fevereiro de 1914. Este caminho de ferro foi construído pela Compagnie Française pour la Construction et Exploitation des Chemins de Fer à l'Étranger.
Em 9 de Maio de 1917, os ferroviários da rede do Vouga entraram em greve, tendo concentrado o material circulante em Sernada do Vouga.
Em 1936, entraram ao serviço quatro novas carruagens, que foram construídas a partir de carruagens antigas, nas oficinas de Sernada do Vouga. Na Década de 1940, a Companhia do Vouga construiu várias automotoras nas oficinas de Sernada.

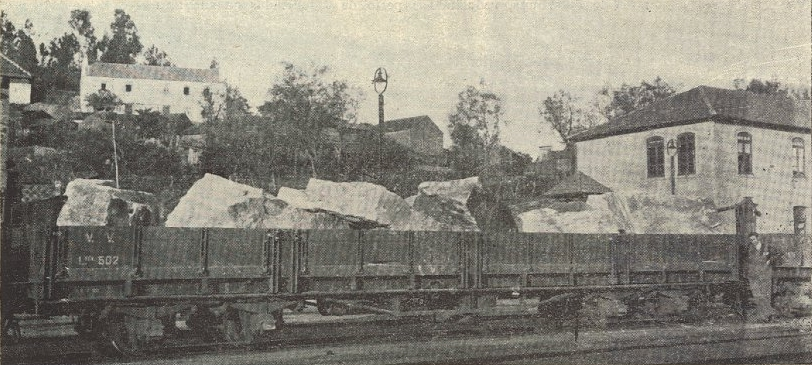
Antigo vagão do Lena em Sernada.

### Transição para a C.P.
Em 1 de Janeiro de 1947, a exploração da rede ferroviária do Vouga passou a ser feita pela Companhia dos Caminhos de Ferro Portugueses.

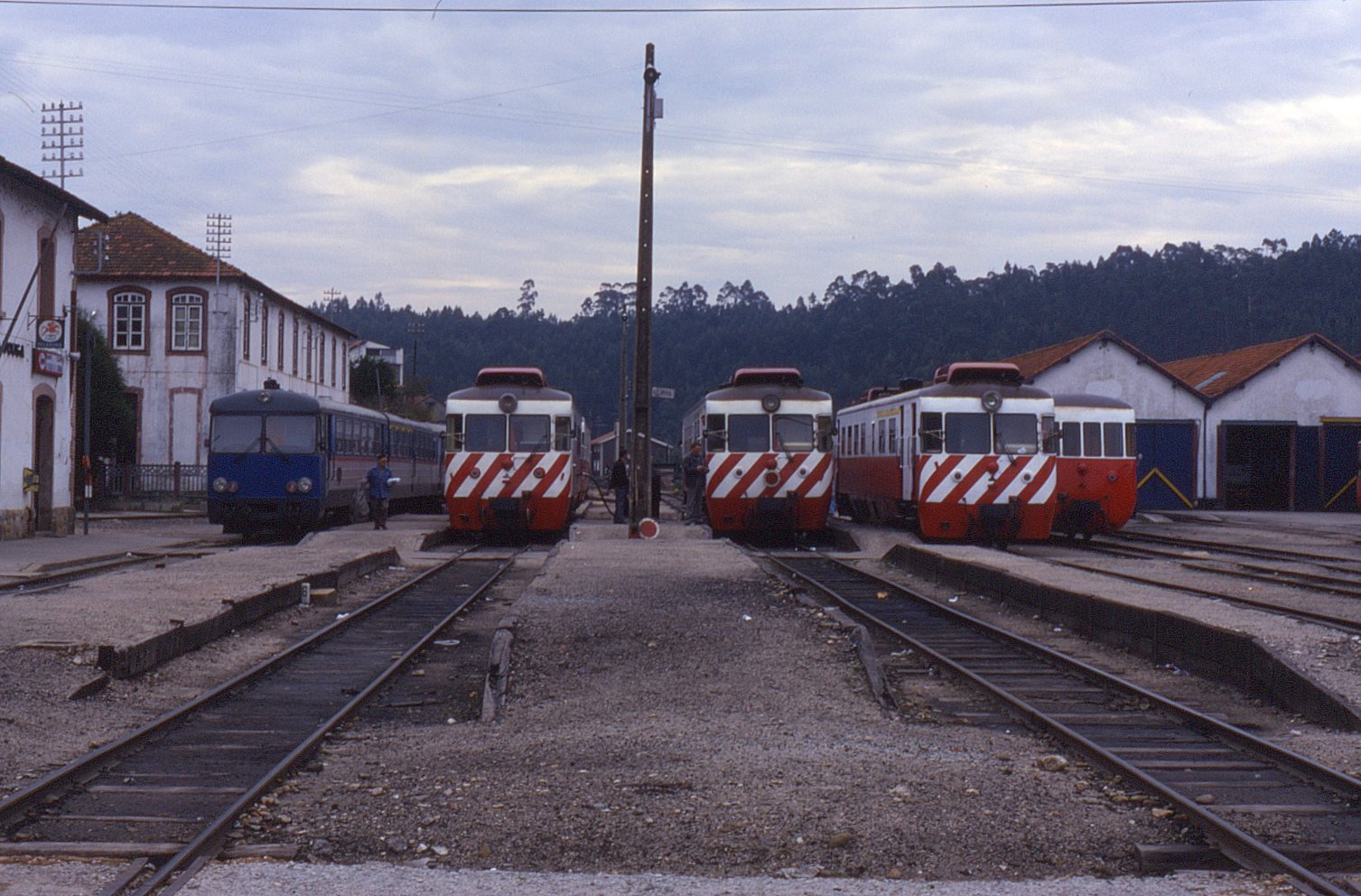
Estação de Sernada, em 1993.

### Declínio e encerramento parcial
Já em 31 de Julho de 1969, o Conselho de Administração da Companhia dos Caminhos de Ferro Portugueses tinha deliberado o encerramento de vários caminhos de ferro que apresentavam um reduzido movimento, como a Linha do Vouga.

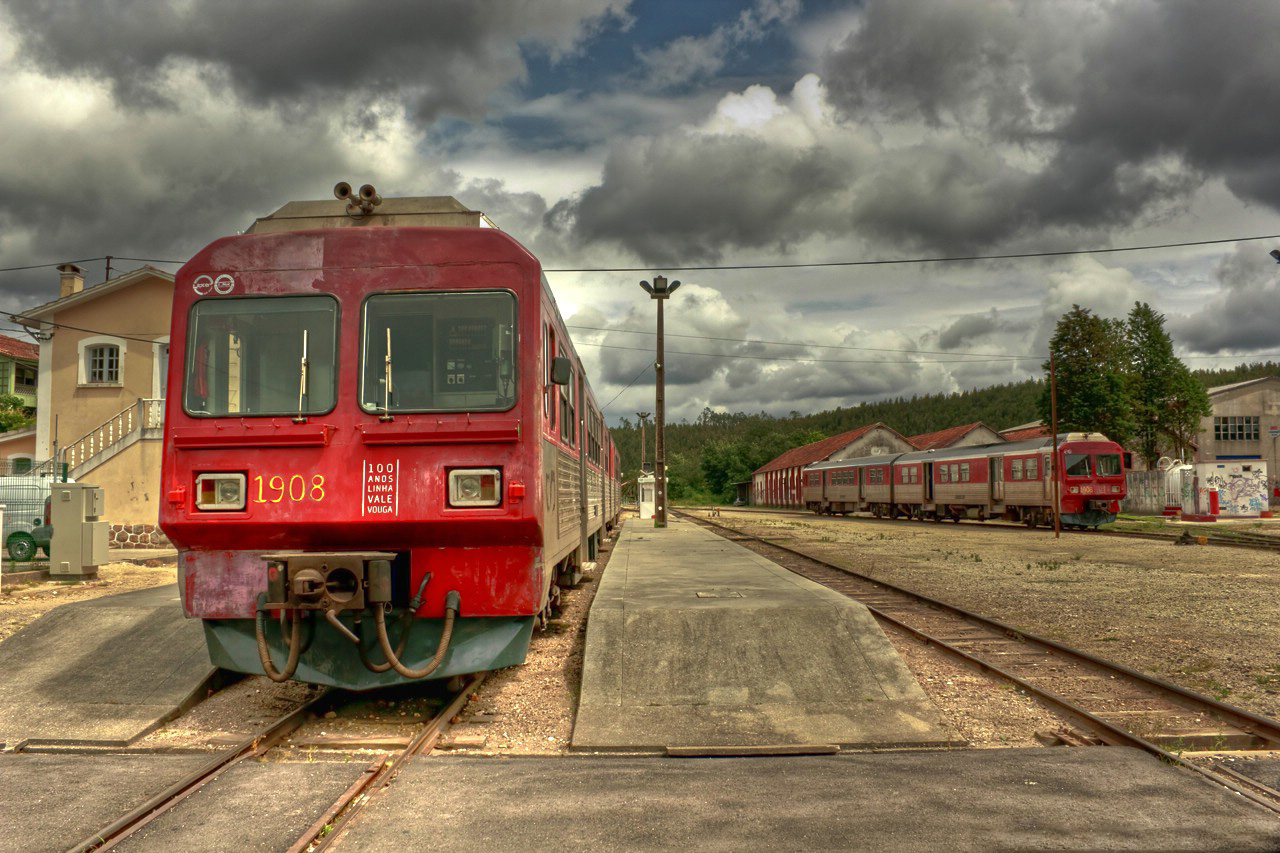
Automotora em Sernada do Vouga em 2010, ostentando ainda a libré comemorativa do centenário da Linha do Vouga.

A circulação ferroviária entre Sernada do Vouga e Viseu foi encerrada pela empresa Caminhos de Ferro Portugueses em 2 de Janeiro de 1990, ficando a estação de Sernada do Vouga apenas como parte do lanço entre Espinho e Aveiro.

Em 2013 os serviços ferroviários foram suspensos no troço entre Oliveira de Azeméis e Sernada do Vouga, por motivos de segurança, circulando apenas composições com fins técnicos (inspeção, manutenção, etc.), sendo o transporte de passageiros neste trajeto efetuado por táxis ao serviço da C.P. que frequentam locais próximos de cada estação e apeadeiro para tomadas e largadas.

## Ver também

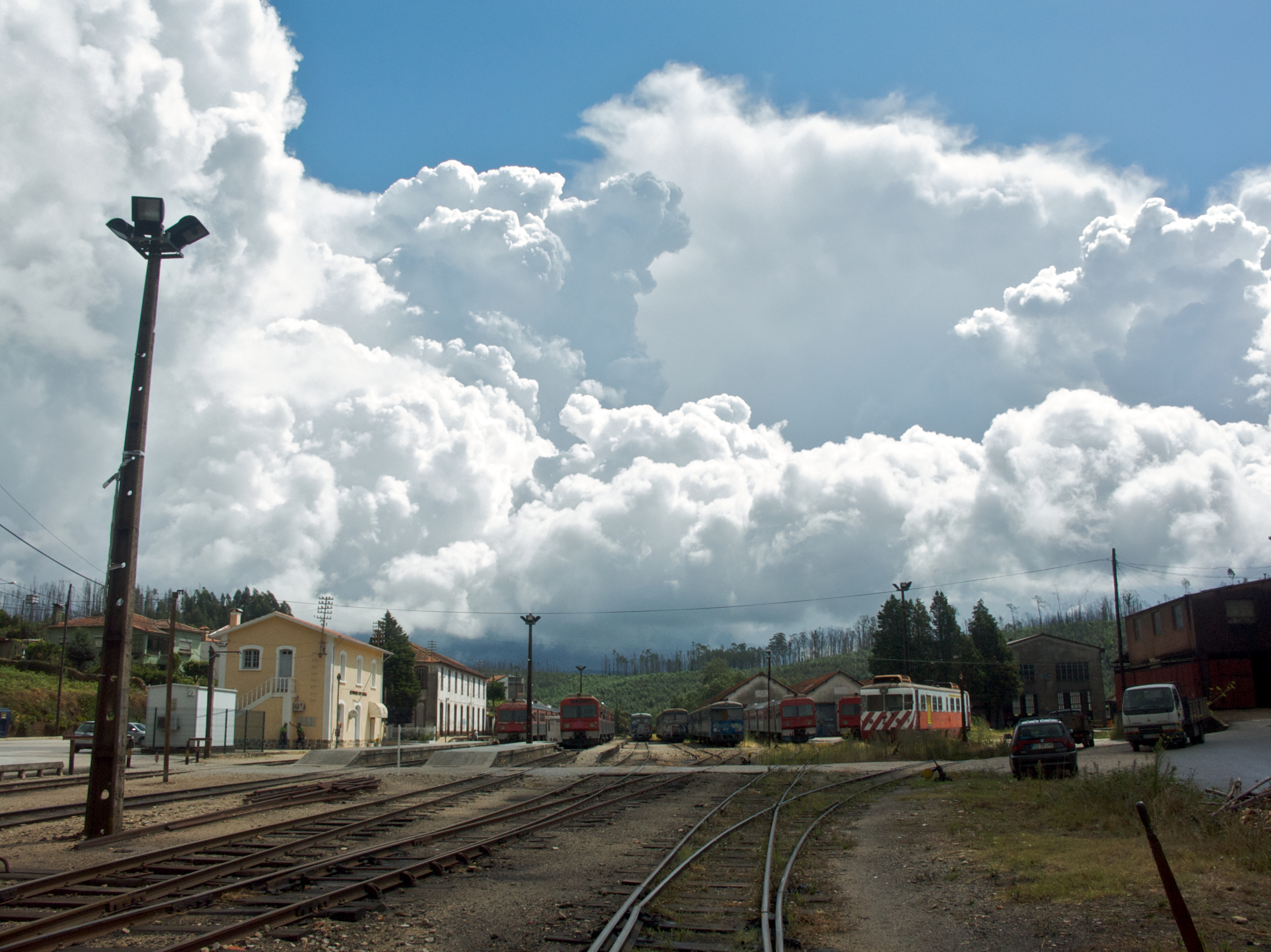
Vista geral da estação, em 2006.